# پادروند سفلی
پادروند سفلی، روستایی در بخش سوری، شهرستان رومشکان واقع در غرب استان لرستان کشور ایران است.

## جمعیت
براساس سرشماری مرکز آمار ایران در سال ۱۳۸۵، جمعیت آن ۷۱۴ نفر (۱۳۹خانوار) بوده‌است.